# .tm
‎.tm‏ دامنه اینترنتی کشور ترکمنستان است.